# Zlatar-Bistrica
Zlatar-Bistrica è un comune della Croazia di 2 830 abitanti della regione di Krapina e dello Zagorje.